# Файез Банихаммад
Файез Рашид Ахмед Хасан аль-Кади Банихаммад (араб. فايز بني حماد‎; 19 марта 1977, Хаур-Факкан, Шарджа, ОАЭ — 11 сентября 2001, Нью-Йорк, Нью-Йорк, США) — террорист-смертник и авиаугонщик эмиратского происхождения, связанный с Аль-Каидой. Один из 19 исполнителей терактов 11 сентября 2001 года. Один из пятерых угонщиков, захвативших самолёт Boeing 767-222 рейса United Airlines 175, врезавшийся в Южную башню Всемирного Торгового Центра.

## Биография

### Ранние годы
Файез Рашид Ахмед Хасан аль-Кади Банихаммад родился 19 марта 1977 года в городе Хаур-Факкан эмирата Шарджа (Объединённые Арабские Эмираты). Предположительно, был сыном директора школы. Банихаммад был земляком другого угонщика Марвана аш-Шеххи, который также родился в ОАЭ (в эмирате Рас-эль-Хайма).
Банихаммад работал инспектором иммиграционной службы ОАЭ, был женат на гражданке Сирии и имел ребёнка. Согласно отчёту ФБР, в банковских документах Standard Chartered в качестве места работы Банихаммада указана алюминиевая компания Al Khatab, расположенная в Хаур-Факкане, где он занимал руководящую должность.
По утверждениям семьи Банихаммада, он покинул ОАЭ в 1999 году, чтобы заняться благотворительностью. Тогда Банихаммад на самом деле отправился в Саудовскую Аравию и присоединился к Аль-Каиде. После отъезда созванивался со своей семьёй всего один раз.
Комиссия 9/11 считает, что Банихаммад играл особую роль среди угонщиков 11 сентября, поскольку во время пребывания в Саудовской Аравии познакомился с Мустафой аль-Хавсави (предполагаемым финансовым посредником в организации терактов 11 сентября). Около года учился в университете вместе с Мохандом аш-Шехри.
Файез Банихаммад получил туристическую визу в США 18 июня 2001 года. Перед приездом в Штаты открыл банковские счета в ОАЭ в то же время, что и Мустафа аль-Хавсави. Банихаммад помог Хавсави заполнить заявку на открытие счёта и получил от него 3000 долларов. Также предоставил Хавсави доверенность на свою банковскую карту. 25 июня Банихаммад получил банковский перевод на сумму 30 000 долларов.

### США
27 июня 2001 года Файез Банихаммад прибыл в США вместе с Саидом аль-Гамди рейсом из Лондона в международный аэропорт Орландо (штат Флорида). После прибытия проживал в Форт-Лодердейле скорее всего вместе с Мухаммедом Аттой и Марваном аш-Шеххи.
Предположительно, брал уроки пилотирования у Атты. В водительских правах Банихаммада был указан адрес лётной школы в городе Талса (штат Оклахома). Однако там не было записей о посещении им данной школы. Тем не менее, есть информация, что в Талсе Банихаммад прошёл обучение в Спартанской аэронанавтической школе и получил лицензию пилота. Также есть информация, что человек по имени Файез Банихаммад посещал авиабазу Лэклэнд в Сан-Антонио (штат Техас).
В июле 2001 года Банихаммад арендовал почтовый ящик в Mail Boxes Etc. в Делрей-Бич. 13 августа купил ножи в магазине «Wal-Mart». 29 августа Моханд аш-Шехри и Файез Банихаммад купили билеты на рейс UA175, используя карту Visa последнего.
В начале сентября Мустафа аль-Хавсави получил денежный перевод через компанию Western Union на общую сумму 26 000 долларов от Файеза Банихаммада, Мухаммеда Атты, Марвана аш-Шеххи и Валида аш-Шехри. ФБР считает, что этой транзакцией они решили перед атаками вернуть ему неиспользованные средства.
5 сентября Файез Банихаммад и Моханд аш-Шехри забронировали билеты на рейс авиакомпании AirTran Airways из Форт-Лодердейла в Бостон (штат Массачусетс). 8 сентября оба прилетели в Бостон остановились в отеле Milner. Там же 9 сентября остановились Марван аш-Шеххи и Мухаммед Атта (последний уехал на следующий день), 10 сентября – Сатам ас-Суками. Банихаммад, аш-Шехри, аш-Шеххи и ас-Суками жили в одном номере.

### Теракты
Утром 11 сентября 2001 года Банихаммад и аш-Шехри выписались из отеля и отправились в международный аэропорт Логан на арендованной машине, также сдав её в прокатную компанию. В 06:53 аш-Шехри и Банихаммад прошли проверку в аэропорту (последний сдал на проверку две сумки). В 07:23 Банихаммад прошёл на посадку в самолёт, заняв место 2A в бизнес-классе рядом с Мохандом аш-Шехри, севшим на место 2B.
Рейс United Airlines 175 вылетел из аэропорта в 08:14 с 14-минутной задержкой, направившись в Лос-Анджелес. В 08:37 пилоты увидели перед собой рейс American Airlines 11 (который в тот момент уже находился под контролем террористов и направлялся в сторону Нью-Йорка) и сообщили об этом авиадиспетчерам. В 08:41 пилоты сообщили авиадиспетчеру, что слышали радиопередачу с рейса 11 (Мухаммед Атта, пытаясь сделать объявление заложникам, случайно связался с авиадиспетчерами Бостона). Это было последнее радиосообщение с борта рейса 175.
Комиссия 9/11 считает, что лайнер был захвачен между 08:42 и 08:46. Согласно документальному фильму «Flight 175: As the World Watched», Файез Банихаммад и Моханд аш-Шехри убили обоих пилотов, братья Ахмед и Хамза аль-Гамди согнали всех пассажиров и бортпроводников в хвостовую часть самолёта, а Марван аш-Шеххи взял на себя пилотирование. Исходя из звонков, сделанных заложниками после захвата, помимо пилотов одна стюардесса получила ножевое ранение. В 08:47 сигнал транспондера рейса 175 изменился дважды в течение минуты, лайнер начал отклоняться от назначенного курса. Но диспетчер, отвечавший за полёт, заметил это в 08:51.
В 09:03:02 рейс UA175 (под управлением Марвана аш-Шеххи) на скорости около 587 миль в час (945 км/ч) врезался в южную сторону Южной башни Всемирного торгового центра. Удар произошёл на уровне 77–85 этажей, 38 000 литров авиационного топлива вспыхнули, в здании начался пожар. В 09:59, после пожара, который продлился 56 минут, 110-этажное здание обрушилось. Помимо 65 человек на борту самолёта (в том числе 5 террористов) погибли ещё около 900 человек в самом здании.